# 亚斯立堂
亚斯立堂（英語：Asbury Church）即北京基督教会崇文门堂，是位于北京市东城区崇文门内后沟胡同丁2号的一所基督教堂，是北京市目前最古老的一座基督教新教教堂，也是一所涉外的教堂，在国内外享有一定声誉。

## 历史
1868年，美国美以美会传教士刘海澜（Hiram Harrison Lowry，1843-1924）等人从该会在中国的传教基地福州北上，进入北京。1870年，他们在崇文门内孝顺胡同购买房产，兴建该会在北京的第一座教堂，以该会首任美国会督亚斯立（Francis Asbury）命名。该会后来在北京城内设立了8座教堂（主要在南城），但始终以亚斯立堂为中心教堂。附近陆续又兴建同仁医院、妇婴医院，汇文幼儿园、汇文小学、汇文中学、慕贞女中、护士学校，以及汇文大学（后合并于燕京大学）、汇文神学院（后改名北京神学院）等教会机构。
教堂最初建成时，外观和现在一样，只是规模比较小，仅能容纳四五百人聚会。随着教会信徒人数的不断增加，1880年卫理公会（美以美会）在原址重建教堂，1882年新堂落成。1900年夏，在义和团事变中，亚斯立堂被大火焚毁。1902年，清政府拨款重建亚斯立堂，于1904年春建成。
1958年夏，北京市基督教实行联合礼拜，进入宗派后时期，亚斯立堂暂停活动，礼拜堂及附属房屋由北京市第13女子中学（原慕贞女中，后改为第125中学）使用。礼拜堂被当作学校的礼堂。文化大革命期间，教堂内各种设备破损十分严重，面目全非。1982年春，北京市政府贯彻落实宗教政策，在有关部门的协助下，经多方交涉，在付给125中学两万元人民币后，经大规模整修，亚斯立堂正式更名为北京基督教会崇文门堂，并于当年圣诞节重新恢复聚会活动。
2001年8月，北京市人民政府拨款人民币480万元，重新修缮了礼拜堂及其附属房屋。礼拜堂玻璃更换为教会传统的彩绘玻璃，椅子更换为礼拜专用的长条木椅，附属房也进行了翻建。2002年12月22日举行了“崇文门堂复堂20周年暨修缮复堂感恩礼拜”。2004年正值崇文门堂建堂100周年，在社会各界的关心和帮助下，崇文门堂举行了一系列的庆祝活动。

## 建筑
崇文门堂建筑风格别具特色。1904年重建的教堂造型为近代折衷主义风格，正立面由三组不同风格的造型组成，砖木结构，灰砖清水墙面，铁皮屋顶。整座教堂占地面积为 8246 平方米，堂内分为正、副两堂，正堂设有四百多个座位，副堂有三百多个座位，中间有可以上下活动的闸板相隔，既可分开，亦可联用。礼拜堂呈圆形，整体为木制双层伞形结构，建筑风格极为独特别致。 1990年，经北京市人民政府批准为市级重点文物保护单位。 2001年经国务院批准为全国重点文物保护单位。

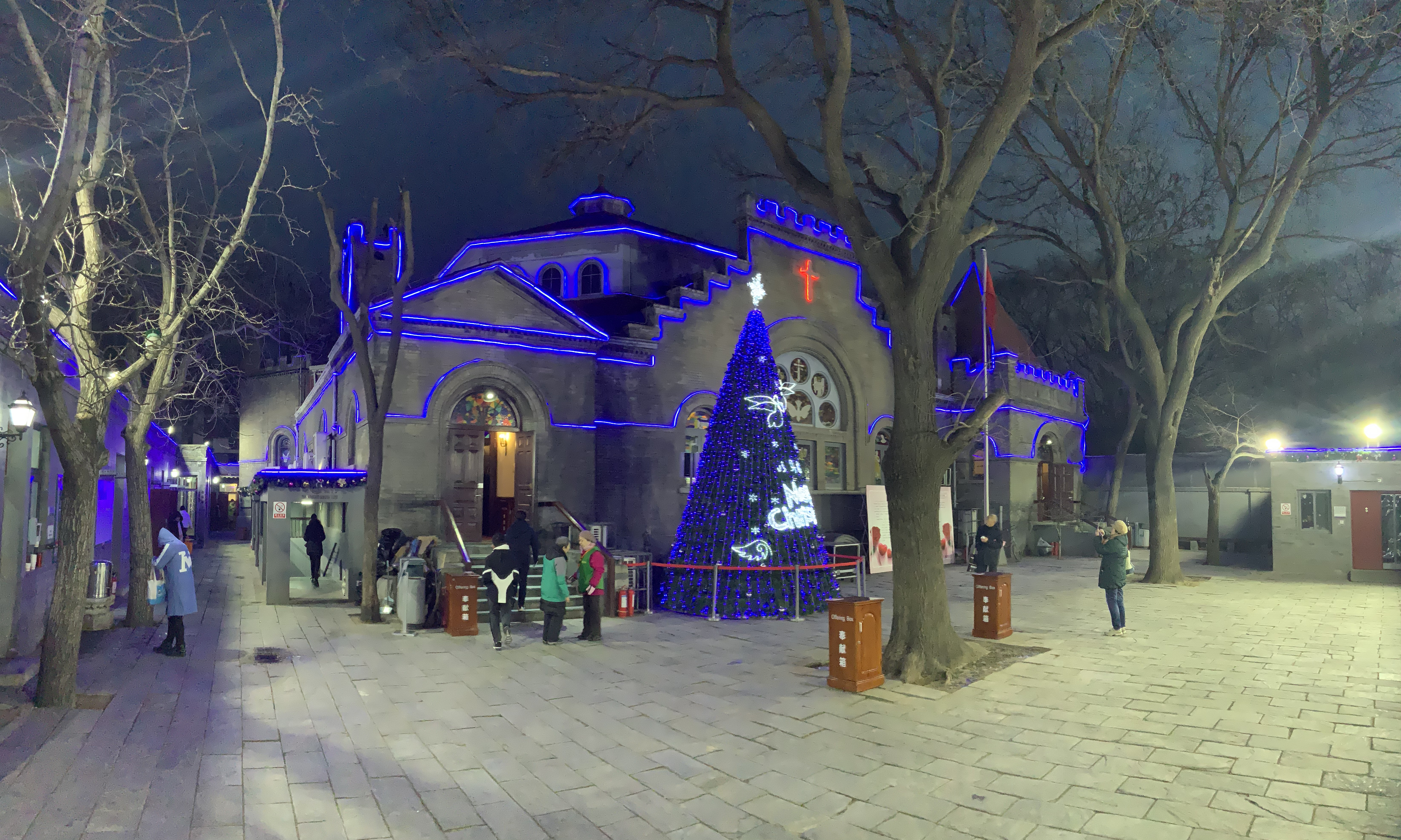
2019年圣诞节前的第一场主日崇拜的亚斯立堂

## 教职人员（自建堂至今）
1870年至1904年，亚斯立堂的主任牧师均由外国传教士担任；1904年新堂建成，始有华人任主任牧师。解放后，崇文门堂先后由郑如冈牧师、殷继增牧师、石泽生牧师、吴巍牧师、高英牧师担任主任牧师；目前由柳翠敏主任牧师负责教堂的各项事务，教会中的教职人员还有：李培英牧师、张莉牧师、张文哲牧师（负责朝语聚会）、杨建立牧师、韩玉芳牧师、孙丽华牧师、刘燕牧师、段金鑫牧师、王芳教士、田坚教士、阎树梁教士、徐金威教士。

## 聚会时间

### 主日礼拜

#### 第一堂
07:00-08:00 

#### 第二堂
08:30-10:00 

#### 第三堂
10:30-12:00 

#### 第四堂
19:00-20:30 

#### 韩语聚会
13:00-15:00

### 其他聚会

#### 周二
19:00 查经会

#### 周三
19:00 生命成长聚会

#### 周四
09:00 祷告会

#### 周五
09:00 姊妹聚会
18:30 青年聚会